# Saint-Michel-Escalus

Saint-Michel-Escalus este o comună în departamentul Landes din sud-vestul Franței. În 2009 avea o populație de 289 de locuitori.

## Evoluția populației
| An        | 1975 | 1982 | 1990 | 1999 | 2006 | 2009 |
| --------- | ---- | ---- | ---- | ---- | ---- | ---- |
| Populație | 153  | 134  | 161  | 231  | 274  | 289  |